# هل‌تیکر
هل‌تیکر یک بازی رایگان در سبک مستقل و ماجراجویی با عناصر شبیه‌ساز دوست‌یابی می‌باشد که توسط توسعه‌دهندهٔ لهستانی ووکاش پیسکورش که با نام ونریپر شناخته می‌شود، طراحی شده‌است. این بازی در مهٔ سال ۲۰۲۰ برای مایکروسافت ویندوز، مک‌اواس و لینوکس منتشر شده و به‌عنوان «بازی کوتاهی دربارهٔ دختران شیطانی خوش‌لباس» توصیف شده‌است.